# 维拉里纽-杜拜鲁
维拉里纽-杜拜鲁是葡萄牙阿威罗区的一个堂区。总面积25.45平方公里，总人口3224人，人口密度126.7人/平方公里。